# Коробченко, Алексей Юрьевич
Алексей Юрьевич Коробченко (укр. Олексі́й Ю́рійович Коро́бченко; род. 28 марта 1972, Воеводовка, Ворошиловградская область) — украинский и российский футболист, полузащитник, известен по выступлениям в клубах «Заря» и «СКА-Энергия».

## Биография
Футболом начинал заниматься в спортивном интернате Ворошиловограда. С 1989 года выступал в составе «Зари», в 1990 году стал футболистом основного состава, в 1991 года стал обладателем серебра зоны «Запад» второй лиги СССР. В основном выходил на позицию правого полузащитника, выполнял большой объём работы, искусно подключался к атакам своей команды и обострял игру опасными навесами и прострелами, кроме многочисленных результативных передач, нередко забивал и сам. Был мастером стандартных положений, был лучшим пенальтистом «Зари» в украинской Премьер-лиге. После вылета «Зари» из Премьер-лиги в Первую лигу по результатам сезона 1995/96 покинул клуб, проведя в общей сложности в его составе 214 матчей и забив 34 гола.
Перед сезоном 1996 подписал контракт с российским клубом «Уралан» Первом дивизионе, но травма нанесённая Максимом Лаюшкиным в матче с владивостоцким «Лучом» вывела Алексея на два года из футбола.
В 1998 году выступал в чемпионате Луганской области за луганский «Шахтёр».
С 1999 года на протяжении 6 сезонов выступал в составе СКА-Энергии. 20 октября 2001 года забил гол в решающем матче с Уралмаш за право выхода в Первом дивизионе. В общей сложности отыграл за армейскую команду шесть сезонов провёл 157 матчей и забил 28 голов.
После завершения карьеры футболиста входил в тренерский штаб «СКА-Энергии», после отставки в 2005 году Олега Смолянинова не вошёл в штаб Горлуковича и покинул клуб. В 2006 году тренер в «Кубани». С 2009 по 2012 года был помощником Павла Яковенко в молодёжной сборной Украины, где отвечал за селекцию. В 2013 году назначен главным тренером СК Заря (Луганск). В 2015 году по приглашению Сергея Фельдмана и Алексея Поддубского вошёл в тренерский штаб «СКА-Хабаровск». С 2022 года главный тренер ФК «Строитель» (Каменск-Шахтинский).

## Достижения

### Клубные
- Победитель Второго Дивизиона Зона Восток: 2001
- Серебряный призёр зоны «Запад» второй лиги СССР: 1991